# Rus de Finar
Rus de Finar (italià: Russo de Finar) (?, ? - Constantinoble, setembre de 1303). Fou un cabdill genovès de Constantinoble que liderà els aldarulls que els genovesos organitzaren durant les noces de Roger de Flor amb Maria de Bulgària. Arran dels aldarulls, es produí la Massacre dels genovesos, durant la qual els almogàvers de la Companyia Catalana d'Orient mataren gran quantitat de genovesos, entre ells, el mateix Rus de Finar.